# 寡鱗鱗鯒
寡鱗鱗鯒，又稱寡鱗牛尾魚，為輻鰭魚綱鮋形目牛尾魚亞目牛尾魚科的其中一種，分布於印度西太平洋區，包括南非、澳洲、巴布亞紐幾內亞等海域，屬底棲性魚類，棲息深度5-30公尺，體長可達10公分，生活在沙泥底質海域，屬肉食性，以甲殼類、魚類等為食。

## 擴展閱讀
維基物種上的相關：寡鱗鱗鯒